# Hey Hey Rise Up
Hey Hey Rise Up è un singolo del gruppo musicale britannico Pink Floyd, pubblicato l'8 aprile 2022.
È stato riconosciuto con lo YUNA.

## Descrizione
Il brano rappresenta il primo inedito del gruppo a otto anni di distanza da The Endless River ed è una protesta contro l'invasione russa dell'Ucraina del 2022: è infatti presente come voce ospite il cantante ucraino Andrij Chlyvnjuk dei Boombox, la cui originale esibizione acapella (una sezione del brano Oj u luzi červona kalyna) proviene da un suo post su Instagram del 27 febbraio 2022 mentre si trovava presso Piazza Sofia a Kiev. Poco tempo dopo Gilmour, venuto a conoscenza dell'audio, ha deciso di contattarlo telefonicamente per poter chiedere il permesso di utilizzare la traccia vocale per una nuova base musicale a cui stava lavorando.
Le registrazioni del brano sono avvenute il 30 marzo presso l'appartamento di Gilmour e alla sua realizzazione hanno preso parte, oltre al batterista Nick Mason, anche lo storico collaboratore del gruppo Guy Pratt al basso e il tastierista Nitin Sawhney, alla sua prima incisione con i Pink Floyd.

## Promozione
Hey Hey Rise Up è stato diffuso l'8 aprile 2022 inizialmente per il download digitale e per lo streaming e il ricavato ottenuto è andato in beneficenza al paese invaso. Il successivo 15 luglio è stato pubblicato anche nei formati CD e 7", contenente come b-side una nuova versione del brano A Great Day for Freedom tratto da The Division Bell.

## Tracce
Testi e musiche di David Gilmour, Andriy Khlyvnyuk e Stepan Charnetski, eccetto dove indicato.
Download digitale – 1ª versione
1. Hey Hey Rise Up (featuring Andriy Khlyvnyuk of Boombox) – 3:26

CD, 7", download digitale – 2ª versione
1. Hey Hey Rise Up (featuring Andriy Khlyvnyuk of Boombox) – 3:26
2. A Great Day for Freedom 2022 – 4:07 (testo: Polly Samson, David Gilmour – musica: David Gilmour)

## Formazione
Gruppo
- David Gilmour – chitarra, voce aggiuntiva
- Nick Mason – batteria

Altri musicisti
- Andrij Chlyvnjuk – voce
- Guy Pratt – basso
- Nitin Sawhney – tastiera
- Romany Gilmour – voce aggiuntiva
- Veryovka Folk Song and Dance Ensemble – coro campionato

## Classifiche
| Classifica (2022)                | Posizione massima |
| -------------------------------- | ----------------- |
| Canada                           | 81                |
| Germania                         | 61                |
| Regno Unito                      | 49                |
| Regno Unito (rock & metal)       | 1                 |
| Stati Uniti (rock & alternative) | 22                |
| Svizzera                         | 2                 |
| Ucraina                          | 27                |